# Национальный совет Высшего собрания Республики Таджикистан
Маджлиси́ милли́ Маджлиси́ Оли́ Респу́блики Таджикиста́н или Национа́льный сове́т Вы́сшего собра́ния Респу́блики Таджикиста́н (тадж. Маҷлиси миллии Маҷлиси Олии Ҷумҳурии Тоҷикистон) — верхняя палата Маджлиси Оли (Высшего собрания) Республики Таджикистан. Срок полномочий палаты составляет 5 лет.
В результате всенародного конституционного референдума 26 сентября 1999 года, Таджикистан перешёл от однопалатного к двухпалатному парламенту. У Маджлиси Олий (Высшего собрания) появились две палаты: верхняя — Маджлиси милли (Национальный совет), и нижняя — Маджлиси намояндагон (Палата представителей).
Высшим руководящим органом Национального совета Высшего собрания Республики Таджикистан является Совет Национального совета.

## Состав и распределение мест
Национальный совет Высшего собрания Республики Таджикистан состоит из 33 членов, 25 из которых избираются путём тайного голосования на совместных заседаниях депутатов от Горно-Бадахшанской автономной области, её городов и районов, Согдийской и Хатлонской областей и их городов и районов, города Душанбе и его районов, городов и районов республиканского подчинения. Все административно-территориальные единицы государства имеют равное количество представителей. Остальные 8 членов назначаются напрямую действующим президентом Республики Таджикистан — главой государства, гарантом Конституции и Верховным главнокомандующим Вооружёнными силами страны. Срок полномочий членов Национального совета (Маджлиси милли), как и членов Палаты представителей (Маджлиси намояндагон) составляет пять лет. По истечении данного срока, проводятся новые выборы. Полномочия Национального совета как и полномочия Палаты представителей прекращаются в день начала работы Высшего собрания (Маджлиси Оли) нового созыва.

## Требования к членству
Членом Национального совета Высшего собрания Республики Таджикистан может быть избран гражданин Республики Таджикистан, достигший к моменту выборов 35-летнего возраста и имеющий как минимум одно высшее образование. Человек, имеющий статус бывшего президента Республики Таджикистан (в случае окончания срока полномочий, проигрыша на выборах или добровольного сложения полномочий президента), имеет право стать пожизненным членом Национального совета, если добровольно не откажется от этого права.
Членами Национального совета не могут быть избраны члены правительства и кабинета министров, судьи, сотрудники правоохранительных органов (ГКНБ, МВД, Генеральной прокуратуры и других), военнослужащие и другие лица, предусмотренные конституционным законом. Кроме того, одно и то же лицо не может одновременно являться депутатом и Национального совета и Палаты представителей. Также, член Национального совета не может быть депутатом более двух представительных органов.